# Термобар
Термоба́р (термический бар от фр. barre — преграда) — узкая вертикальная зона в водоёмах, которая разделяет водоём на две термические зоны: теплоактивную и теплоинертную с разными видами вертикальной стратификации температуры.
Термобар формируется весной при нагревании береговой части водоёма выше +4 °C и осенью в период охлаждения ниже +4 °C.
В весенний период прогрев прибрежной области водоёма идёт быстрее, чем центральной. В том случае, когда поверхностные воды прибрежной области быстрее достигают температуры максимальной плотности, близкой к +4 °C, возникает неустойчивость плотностной стратификации, вызывающая конвективное перемешивание. Конвективное движение вод прибрежной и центральной части водоёма приводит к формированию узкого вертикального слоя, фронтально разделяющего водоём на две области с разной температурой и скоростью.
Термобар впервые был обнаружен Ф. Форелем в начале XX века в Женевском озере. Был детально изучен в 60-е годы XX века А. И. Тихомировым из Института Озероведения в Санкт-Петербурге.
Термобар влияет на экосистемы крупных озёр, так как он разделяет две зоны с разными характеристиками воды, что определяет пространственные различия планктонных сообществ.
Работы по лабораторному воспроизведению термического бара впервые проведены G.H. Elliott and J.A. Elliott в 1970 году.